# Henry Calvin
Henry Calvin, pseudonimo di Wimberly Calvin Goodman (Dallas, 25 maggio 1918 – Dallas, 6 ottobre 1975), è stato un attore statunitense.
È noto per aver interpretato il ruolo del sergente García nella serie televisiva Zorro, prodotta negli Stati Uniti alla fine degli anni cinquanta.

## Biografia
Da bambino Calvin cantò nel coro nella locale chiesa battista, dove gli fu spesso offerto il ruolo del solista. Finita la scuola pubblica, frequentò la Southern Methodist University prima di intraprendere la carriera di attore e cantante. Nel 1950 condusse uno spettacolo radiofonico della NBC e apparve sulle scene di Broadway. Nel 1956 fece il suo debutto nel cinema nel noir Crime Against Joe.
Nella serie televisiva Zorro, prodotta da Walt Disney e trasmessa negli Stati Uniti dal 1957, interpretò la parte del corpulento sergente García. Con la sua ricca voce baritonale contribuì a un certo numero di siparietti musicali, dalle canzoni da ubriaco alle serenate, facendo anche un duetto con Annette Funicello in un episodio.

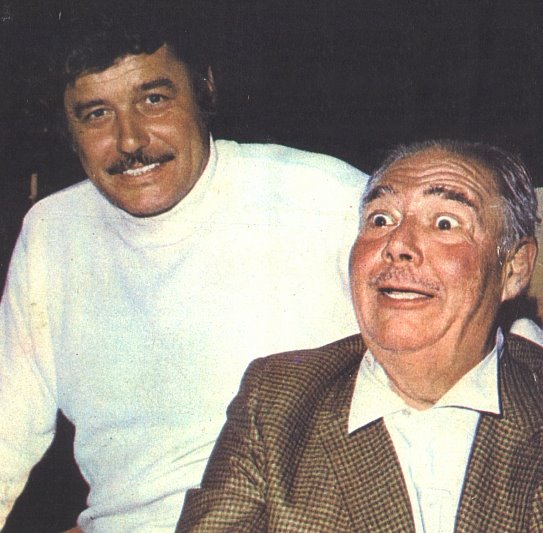
Henry Calvin con Guy Williams in Argentina nel 1973

Dopo che la serie finì per un contenzioso con la ABC, Calvin riprese il ruolo del sergente García nelle quattro puntate prodotte nell'ambito della serie antologica Disneyland e trasmesse tra il 1960 e il 1961.
L'attore apparve anche nel film Toby Tyler (1960) nella parte di Ben Cotter, amico e protettore di Toby. L'altro mentore di Toby nel film, l'allenatore di animali e clown Sam Treat, era interpretato da Gene Sheldon, che nella serie Zorro interpretava il ruolo del servitore muto Bernardo. I due attori si ritrovarono insieme, sempre con Kevin Corcoran, il bambino interprete di Toby, in un altro film della Disney, Babes in Toyland (1961).
Calvin cantò la canzone per bambini "Never Smile at a Crocodile" per la Disneyland Records, una registrazione che fu poi ripresa come parte del CD dalla colonna sonora di Peter Pan. Cantò anche "We Won't Be Happy Till We Get It" con Ray Bolger e "Slowly He Sank To The Bottom of the Sea" nella colonna sonora di Babes in Toyland.
Terminato il contratto con la Disney, Calvin fu guest star in numerose serie televisive americane degli anni sessanta. In un episodio di The Dick Van Dyke Show, il suo personaggio fece uno sketch come Oliver Hardy, mentre Rob Petrie interpretò la parte di Stan Laurel.
Si tenne sempre in contatto con altri membri del cast di Zorro. Con Guy Williams partecipò a eventi benefici in Argentina nel 1973. Morì per cancro alla gola all'età di 57 anni, e fu seppellito nel Grove Hill Memorial Park.

## Filmografia parziale

### Cinema
- Crime Against Joe, regia di Lee Sholem (1956)
- La stella spezzata (The Broken Star), regia di Lesley Selander (1956)
- Toby Tyler (Toby Tyler, or Ten Weeks with a Circus), regia di Charles Barton (1960)
- Babes in Toyland, regia di Jack Donohue (1961)
- La nave dei folli (Ship of Fools), regia di Stanley Kramer (1965)

### Televisione
- Zorro – serie TV, 77 episodi (1957-1959), più quattro speciali di un'ora trasmessi all'interno del programma Walt Disney Presents (1960-1961)
- Agenzia U.N.C.L.E. (The Girl from U.N.C.L.E.) – serie TV, episodio 1x02 (1966)
- Corri e scappa Buddy (Run Buddy Run) – serie TV, episodio 1x11 (1966)

## Doppiatori italiani
- Carlo Romano in Zorro (1ª voce), La sfida di Zorro, La rivincita di Zorro, Toby Tyler
- Luigi Pavese in La stella spezzata
- Vinicio Sofia in Zorro (2ª voce)
- Giorgio Lopez in Zorro (ridoppiaggio)